# Rotslijsterdikkop
De rotslijsterdikkop (Colluricincla woodwardi) is een zangvogel uit de familie Pachycephalidae (dikkoppen en fluiters). Deze vogel is genoemd naar de Australische museumdirecteur en natuuronderzoeker Bernard Henry Woodward (1846-1916).

## Verspreiding en leefgebied
Deze soort is endemisch in noordelijk Australië.

## Status
De grootte van de populatie is niet gekwantificeerd maar de soort wordt omschreven als vrij algemeen. Op de Rode lijst van de IUCN heeft deze soort de status niet bedreigd.